# Adam Domogała
Adam Domogała (ur. 3 kwietnia 1993 w Katowicach) – polski hokeista, reprezentant Polski.

## Kariera klubowa
- Kölner EC U18 (2009-2010)
- Jungadler Mannheim U18 (2010-2011)
- Krefelder EV 1981 U18 (2011-2012)
- Krefelder EV 1981 II (2012)
- Löwen Frankfurt (2012-2013)
- Lausitzer Füchse (2013-2015)
- Cracovia (2015-2020)
- Zagłębie Sosnowiec (2020)
- Crocodiles Hamburg (2020-2023)
- Saale Bulls Halle (2023-)

Syn Dariusza Domogały, działacza hokejowego, wiceprezesa klubu HC GKS Katowice. Brat Michała (ur. 1988), który także został hokeistą. Urodził się w Polsce, w wieku 16 lat przeniósł się do Niemiec i tam od 2009 kontynuował rozwój w wieku juniorskim kariery. Posiada zarówno polskie jak i niemieckie obywatelstwo. Rozwijał karierę kolejno w drużynach juniorskich niemieckich klubów Kölner Haie, Adler Mannheim i Krefeld Pinguine. W sezonie 2012/2013 był zawodnikiem Löwen Frankfurt w trzecioligowych rozgrywkach Oberliga West. Od końca maja 2013 zawodnik Lausitzer Füchse w lidze DEL2. Po sezonie 2013/2014, w kwietniu 2014 przedłużył kontrakt z klubem o rok. Od sierpnia 2015 zawodnik Cracovii w rozgrywkach Polskiej Hokej Ligi. Po sezonie 2017/2018 pierwotnie ogłoszono jego rozstanie z klubem, po czym w czerwcu 2018 poinformowano o tym, że podpisał nowy kontrakt z Cracovią. W połowie listopada 2023 dołączył do zespołu Saale Bulls Halle w niemieckiej Oberlidze.
Po sezonie 2019/2020 odszedł z Cracovii, po czym przeszedł do Zagłębia Sosnowiec. Pod koniec października 2020 został zawodnikiem niemieckiego zespołu Crocodiles Hamburg w rozgrywkach Oberligi na trzecim poziomie (trenerem tegoż był wówczas Jacek Płachta).

## Kariera reprezentacyjna
W barwach reprezentacji Polski do lat 18 występował na mistrzostwach świata juniorów do lat 18 edycji 2010, 2011 (Dywizja I). W barwach reprezentacji Polski do lat 20 wystąpił na mistrzostwach świata juniorów do lat 20 edycji 2012, 2013 (Dywizja I). Na turnieju MŚ do lat 20 Dywizji IB w Doniecku przyczynił się znacząco do zwycięstwa i awansu reprezentacji (wraz z nim skuteczne trio w ataku współtworzyli Kacper Guzik i Filip Starzyński, łącznie trójka zdobyła 11 z wszystkich 20 goli oraz uzyskali 27 punktów). W barwach seniorskiej reprezentacji uczestniczył w turnieju mistrzostw świata edycji 2019 (Dywizja IB).

## Sukcesy
Reprezentacyjne
- Awans do MŚ do lat 20 Dywizji I Grupy A: 2013

Klubowe
- Puchar Polski: 2015 z Cracovią
- Złoty medal mistrzostw Polski: 2016, 2017 z Cracovią
- Superpuchar Polski: 2016, 2017 z Cracovią
- Finał Pucharu Polski: 2017 z Cracovią
- Srebrny medal mistrzostw Polski: 2019 z Cracovią

Indywidualne
- Mistrzostwa Świata Juniorów w Hokeju na Lodzie 2013/I Dywizja#Grupa B:
  - Pierwsze miejsce w klasyfikacji asystentów turnieju: 7 asyst[18]
  - Trzecie miejsce w klasyfikacji kanadyjskiej turnieju: 8 punktów[19]
  - Drugie miejsce w klasyfikacji +/- turnieju: +6[20]